# Feuerwehr in Thüringen
Das Feuerwehrwesen in Thüringen wird durch den Freistaat Thüringen aufgrund seiner Gesetzgebungskompetenz geregelt.

## Aufgaben und Organisation

### Art und Zahl der Feuerwehren
In Thüringen gibt es in 624 Städten und Gemeinden jeweils 564 Freiwillige Feuerwehren mit 1.570 Ortsteilwehren, 79 Stützpunktfeuerwehren, 10 Berufsfeuerwehren und 6 behördlich anerkannte Werkfeuerwehren mit insgesamt 62.055 Feuerwehrangehörigen sowie 15.573 Jugendfeuerwehrleuten und 12.035 Mitgliedern in den Alters- und Ehrenabteilungen.

#### Stützpunktfeuerwehr
Nach dem Thüringer Gesetz über den Brandschutz, die Allgemeine Hilfe und den Katastrophenschutz (ThürBKG) wird eine Stützpunktfeuerwehr durch den Landkreis geplant. Die Thüringer Feuerwehr-Organisationsverordnung schreibt hierfür vor, dass eine solche Feuerwehr jederzeit die vom Land überlassene Technik im Landkreis besetzen und in einem überörtlichen Ausrückebereich einsetzen kann. Dieser Ausrückebereich umfasst den Bereich, der innerhalb von 20 Minuten erreichbar ist.

#### Berufsfeuerwehr

Standorte der Berufsfeuerwehren in Thüringen

In Thüringen gibt es insgesamt 10 Berufsfeuerwehren, darunter eine in jeder kreisfreien Stadt und in manchen Kreisstädten der Landkreise. Die älteste Berufsfeuerwehr in Thüringen wurde 1910 gegründet, die jüngste erst 2019. Manche Berufsfeuerwehren nehmen neben dem feuerwehrtechnischen Dienst auch andere Aufgaben, wie den Rettungsdienst war. So etwa in Erfurt, Weimar, Gera und Jena. Folgende Berufsfeuerwehren sind im Freistaat vorhanden:
1. Altenburg (Feuerwehr Altenburg)
2. Eisenach (Feuerwehr Eisenach)
3. Erfurt (Feuerwehr Erfurt)
4. Gera (Feuerwehr Gera)
5. Gotha (Feuerwehr Gotha)
6. Jena (Feuerwehr Jena)
7. Nordhausen (Feuerwehr Nordhausen)
8. Weimar (Feuerwehr Weimar)
9. Mühlhausen (Feuerwehr Mühlhausen)
10. Suhl (Feuerwehr Suhl)

### Zuständigkeiten
Zuständig für den Brandschutz und die Allgemeine Hilfe innerhalb der Gemeinden sind nach dem Thüringer Gesetz über den Brandschutz, die allgemeine Hilfe und den Katastrophenschutz (ThürBRK) die Gemeinden selbst. Für den überörtlichen Brandschutz und die überörtliche Allgemeine Hilfe tragen die Landkreise, für zentrale Aufgaben des Brandschutzes und der Allgemeinen Hilfe der Freistaat und für den Katastrophenschutz die Landkreise, kreisfreien Städte sowie der Freistaat die Verantwortung.
Dabei erfüllen Gemeinden und Landkreise ihre Pflichten nur für den eigenen oder den ihnen übertragenen Wirkungskreis und müssen die Behörden und sonstigen Stellen ihres jeweiligen Bereichs, deren Belange berührt werden, beteiligen. Das Land verpflichtet sich im Gegenzug zu jeglicher Hilfestellung die „die Aufgabenträger bei der Vorbereitung und Durchführung von Maßnahmen für die Abwehr von Gefahren im Rahmen ihrer Möglichkeiten haben, zu unterstützen soweit nicht die Erfüllung dringender eigener Aufgaben vorrangig ist“. Die Gemeinden sind angehalten sich gegenseitige Hilfe zu leisten, solange deren Sicherheit nicht gefährdet ist. Der Freistaat kann diese gegenseitige Hilfe auch Anordnen.

### Verbandswesen
Zur Vertretung aller Feuerwehrbelange in Thüringen gibt es mehrere Verbände auf unterschiedlichen Ebenen, welche sich für die Mitglieder aller Feuerwehren in Thüringen einsetzen.

#### Landesebene
Der Thüringer Dachverband der Feuerwehren ist der „Thüringer Feuerwehrverband e. V.“ (ThFV e. V.) mit Sitz in Erfurt. Ihm gehören als Mitglieder neben dem „Werkfeuerwehrverband Thüringen e. V.“, der „Arbeitsgemeinschaft der Leiter der Berufsfeuerwehren Thüringen“ (AGBF Thüringen) und der „Arbeitsgemeinschaft der Kreisbrandinspektoren“ die bestehenden 19 Kreis- und fünf Stadtfeuerwehrverbände an. Die Thüringer Jugendfeuerwehr ist der im ThFV eingegliederte Dachverband der Jugendfeuerwehren. Der Thüringer Feuerwehrverband e. V. ist als Landesfeuerwehrverband Mitglied des Deutschen Feuerwehrverbandes (DFV).

#### Kreisebene
Zur Vertretung der Feuerwehren eines Landkreises oder einer Stadt gibt es 19 Kreis- und fünf Stadtfeuerwehrverbände in Thüringen. Sie setzen sich aus einem geschäftsführenden Vorstand, besteht aus dem Vorsitzenden, zwei stellvertretenden Vorsitzenden, dem Kassenwart sowie dem Schriftführer zusammen. Die Kreisfeuerwehrverbände vertreten die als Mitglied beigetretenen Feuerwehren eines Landkreises oder einer Stadt, veranstalten treffen der Frauen- oder Alters- und Ehrenkameradschaften, führen Wettkämpfe und Schulungen durch und kümmern sich auch um die Ausbildung innerhalb des Landkreises bzw. der Stadt.

### Weitere Organisationen

#### Feuerwehrmuseen
In Thüringen bestehen folgende Feuerwehrmuseen oder feuerwehrhistorische Sammlungen:
- Feuerwehrmuseum Ellricher Spritzenhaus[9]
- Feuerwehrmuseum Mühlhausen[10]
- Feuerwehrhistorische Sammlung Stadt Römhild[11]

#### Unfallversicherung
Zur Abdeckung von körperlichen oder materiellen Schäden und Unfällen innerhalb der Feuerwehren oder bei Einsätzen der Feuerwehren gibt es die Unfallkasse der Feuerwehren, genannt Feuerwehr-Unfallkasse. Die Feuerwehr-Unfallkasse Mitte ist die zuständige Unfallkasse für die Feuerwehren in Thüringen und Sachsen-Anhalt, mit Geschäftssitz in Erfurt und Magdeburg.

## Feuerwehrangehörige

### Ausbildung
Die Ausbildung richtet sich im Grundsatz nach den gleichen Vorgaben wie in anderen Bundesländern nach der der Feuerwehr-Dienstvorschrift 2.

#### Grundausbildung auf Kreis- und Stadtebene
Im Rahmen der Grundausbildung findet die Basis- oder Grundausbildung und ergänzende Lehrgänge in den einzelnen Kreis- oder Stadtfeuerwehrverbänden statt. In jedem dieser Verbände gibt es dazu einen Lehrgangsplan, welcher jedes Jahr erneuert wird und zahlreiche Termine zur Ausbildung bietet. Die Ausbildung wird vorwiegend an den Wochenenden und direkt bei den Feuerwehren durchgeführt und darf nur von speziell geschulten Kreisausbildern abgehalten werden, welche sich vorher an der Thüringer Landesfeuerwehr- und Katastrophenschutzschule dafür qualifiziert haben.
Folgende Lehrgänge werden auf Kreis- oder Stadtebene angeboten:
- Truppmann
- Truppführer
- Maschinist
- Atemschutzgeräteträger
- Technische-Hilfeleistung
- Motorkettensägenführer
- Sprechfunker

#### Landesfeuerwehrschule
Für die Ausbildung von anspruchsvolleren Aufgaben gibt es in Thüringen seit dem 13. Mai 1991 die Thüringer Landesfeuerwehr- und Katastrophenschutzschule in Bad Köstritz.
Die Schule sieht sich insbesondere für folgende Aufgaben verpflichtet:
- Führungsausbildung: Ausbildung und Weiterqualifikation von Führungs- und Leitungskräften, Führungsunterstützungspersonal sowie Ausbildern für die Freiwilligen Feuerwehren.
- Technische Ausbildung: Ausbildung von Maschinisten für Feuerwehrfahrzeuge. Weiterqualifikation von Gerätewarten sowie Spezialkräften für die CBRN-Gefahrenabwehr und technische Hilfeleistung.
- Fortbildung: Fort- und Weiterbildung von Ausbildern, Gerätewarten sowie Führungs- und Einsatzkräften für besondere Einsatzlagen und Einsatzaufgaben.
- Laufbahnausbildung: Laufbahnlehrgang für den mittleren feuerwehrtechnischen Dienst mit Laufbahnprüfung. Befähigung zum Führen einer Gruppe, einer Staffel oder eines Trupps als selbstständige taktische Einheit sowie Leitung eines Einsatzes mit Einheiten bis zur Stärke einer Gruppe.

Für die Ausbildung stehen neben Lehrsälen für den theoretischen Unterricht für die praktische Ausbildung folgende Übungseinrichtungen zur Verfügung:
- Übungshaus 1: Ausbildung für die Aufgabengebiete: Grundtaktik, Führung, Taktik und Technik der Menschenrettung, Taktik und Technik der Brandbekämpfung, Hoch- und Tiefbauunfälle, sowie Bautechnische Hilfeleistung.
- Übungshaus 2 (Brandsimulationsanlage): Ausbildung für die Aufgabengebiete „Heiße Ausbildung“ im Rahmen der Truppführerausbildung der Landkreise und kreisfreien Städte und der Grundlehrgänge der Berufsfeuerwehren, Grundtaktik im Brandeinsatz, Taktik und Technik der Menschenrettung, sowie Taktik und Technik der Brandbekämpfung.
- Übungsfläche 3: Ausbildung für die Aufgabengebiete Taktik und Technik, Gefahrstoffunfälle, Straßenverkehrsunfälle, Eisenbahnunfälle, Hoch- und Tiefbauunfälle, Wassergefahren, Löschwasserförderung, Kletterfelsen für die Höhenrettung.
- Feststoffbrandcontainer: Brand- und Löschlehre, Einsatzgrundsätze, Atemschutz, Belastungsübung unter Einsatzbedingungen, Einsatzlehre, taktische Verhaltensweisen in Brandräumen, Suche und Rettung von Personen in Brandobjekten, unterirdischen Anlagen, löschtaktische Übungen im Feststoffbrandcontainer (Flash-Over-Container) unter Realbrandbedingungen.

### Dienstgrade und Auszeichnungen
In Thüringen richten sich die Dienstgrade der Feuerwehr nach der Thüringer Feuerwehr-Organisationsverordnung (ThürFwOrgVO). In ihr ist geregelt, mit welcher Kennzeichnung die Einsatzkräfte erkennbar sein müssen. Dies gilt sowohl für die Dienstuniformen, als auch für die Einsatzbekleidung. Unterschieden wird hierbei in 3 Kategorien, dem einfachem Dienstgrad, den Dienstgraden der Unterführer und der Dienstgrade von Führungskräften.
| Dienstgrade                    | Dienstgradbezeichnung       | Dienstgradbezeichnung | Dienstgradbezeichnung  | Dienstgradbezeichnung   |
| ------------------------------ | --------------------------- | --------------------- | ---------------------- | ----------------------- |
| einfacher Dienstgrad           | Feuerwehrmann/frau-Anwärter | Feuerwehrmann/frau    | Oberfeuerwehrmann/frau | Hauptfeuerwehrmann/frau |
| Dienstgrade der Unterführer    | Löschmeister/in             | Oberlöschmeister/in   |                        |                         |
| Dienstgrade der Führungskräfte | Brandmeister/in             | Oberbrandmeister/in   | Hauptbrandmeister/in   |                         |

#### Auszeichnungen
An Feuerwehrangehörige kann das Brandschutzehrenzeichen, die Rettungsmedaille am Bande und das Erinnerungszeichen für Rettung aus Gefahr verliehen werden.

### Kinder- und Jugendfeuerwehr
Zur Förderung von Nachwuchs für die Feuerwehren und um Kindern und Jugendlichen ein Hobby mit Leidenschaft zu bieten, wurden die Kinder- und Jugendfeuerwehren eingeführt. In ihnen vertreten sind Kinder von 6–12 oder Jugendliche von 12–18 oder 20 Jahren. In den Kinder- und Jugendabteilungen werden typische Feuerwehraufgaben und -tätigkeiten vermittelt, die Kameradschaft gefördert, Wettkämpfe ausgetragen und Veranstaltungen abgehalten. Für die Führung von den Kinder- und Jugendfeuerwehren gibt es in jeder Feuerwehr mindestens einen Jugendfeuerwehrwart, welcher von der Feuerwehr gewählt, ernannt wird oder sich für diese Aufgabe zur Verfügung stellt. Er wird oftmals unterstützt von Jugendgruppenleitern und weiteren Betreuern, die meist im Besitz einer gültigen Jugendgruppenleiterkarte (Juleica) sind.

### Alters- und Ehrenabteilungen
Die Alters- und Ehrenabteilungen der freiwilligen- und Berufsfeuerwehren sind ein Zusammenschluss von ehemaligen Feuerwehrkameraden und -kameradinnen, welche nach den Feuerwehrsatzungen der Thüringer Gemeinden und Städten „wegen Erreichens der Altersgrenzen gem. § 5 Abs. 2, dauernder Dienstunfähigkeit oder aus sonstigen wichtigen persönlichen Gründen aus der Einsatzabteilung ausscheidet“. Sie repräsentieren die Historie einer jeweiligen Feuerwehr, organisieren Feiern und Festlichkeiten oder werden in wichtige Entscheidungen innerhalb der Wehr miteinbezogen.
Ebenso ist es ihnen laut Satzung erlaubt, zu Mitgliedern des Feuerwehrausschusses gewählt zu werden.

## Technische Ressourcen

### Fahrzeuge
Bei den Thüringer Feuerwehren gibt es jede Menge nach DIN-Vorgaben gebaute Feuerwehreinsatzfahrzeuge. Zum Teil nutzen die Feuerwehren aber auch ältere, heute nicht mehr den DIN-Standards gemäße Fahrzeuge, welche noch aus frühen DDR-Zeiten stammen. Zu diesen aus DDR-Zeiten stammenden Fahrzeugen gehören z. B. Modelle von Robur und des Industrieverbandes Fahrzeugbau (IFA).
Nach der „Wende“ und dem Zusammenschluss der ehemaligen DDR mit den Gebieten der BRD zur Bundesrepublik Deutschland, änderte sich auch in Thüringen viel für die Feuerwehren. So gab es sehr viele Feuerwehren, gerade im ländlichen Raum, welche über keine oder nur unzureichende Fahrzeugtechnik verfügte. Um diesen Feuerwehren ein kostengünstiges Fahrzeug zur Verfügung zu stellen, sah man sich veranlasst, ein Kleinlöschfahrzeug auf dem Fahrgestell eines Mercedes-Benz T1 310, später auf Basis eines Mercedes-Benz Sprinter-314 bei verschiedenen Herstellern in Aluminium-Kofferaufbauweiße in Auftrag zu geben. Zur Einsparung von Kosten hat das sogenannte KLF-Th (Kleinlöschfahrzeug Thüringen) keinen Wassertank und bietet auch nur fünf Einsatzkräften (1/4) Platz. Das Fahrzeug ist somit eher vergleichbar einem Tragkraftspritzenfahrzeug.
Um den Einsatzleitungen der Feuerwehren ebenfalls Rechnung zu tragen und ihnen bei Großschadenslagen einen Arbeitsraum zu geben, entwickelten mehrere Unternehmen in Kofferbauweiße einen sogenannten Führungskraftwagen-Thüringen. Dieser FüKw-TH ist ähnlich einem ELW 1 ausgestattet und wurde für jeden Landkreis und jede kreisfreie Stadt je einmal herausgegeben. Dieses Fahrzeug wird heute noch aktiv bei größeren Einsätzen der Thüringer Feuerwehren eingesetzt, jedoch immer öfter unterstützt durch moderne ELW 1 des Freistaates Thüringen oder ELW 2 der Landkreise.

### Digitaler Einsatzfunk
In ganz Thüringen steht der digitale Einsatzfunk für Feuerwehren und Rettungsdienste seit November 2021 zur Verfügung.
Zuvor nutzte erst die Thüringer Polizei seit dem Jahr 2014 vollständig den Digitalfunk. Der erste Probebetrieb für Feuerwehren findet derzeit statt, hierbei aber vorerst nur bei den Feuerwehren an der neugebauten ICE-Strecke durch Thüringen, da diese den Funk in den Tunneln der Strecke benötigen. Später sollten nach und nach alle Feuerwehren und Rettungsdienste mit der digitalen Funktechnik ausgestattet werden, die vollständige Inbetriebnahme des Digitalfunkes mit allen Einsatzorganisationen wurde in Thüringen 2022 abgeschlossen.
Für den Betrieb und die Durchführung des Digitalfunkes bei den Thüringer Feuerwehren und Rettungsdiensten werden Handfunkgeräte der Marke Sepura verwendet.

### Zentrale Leitstellen / Regionalleitstellen
In ganz Thüringen gibt es derzeit zwölf Zentrale Leitstellen und zwei Feuerwehreinsatzzentralen für Feuerwehr und Rettungsdienst, welche alle über die europäische Notrufnummer 112 erreichbar sind. Jede der Leitstellen ist für mindestens einen Rettungsdienstbereich verantwortlich, der in den meisten Fällen die Landkreise oder Städte umfasst, welche die Zentralen Leitstellen auch tragen. In den meisten Fällen sind dies Landkreise und Berufsfeuerwehren, nur in einem Fall ein Rettungsdienstzweckverband.
Überblick der Zentralen Leitstellen
| Name                                       | Betreiber                                | zu betreuendes Gebiet                                                     |
| ------------------------------------------ | ---------------------------------------- | ------------------------------------------------------------------------- |
| Nordthüringen                              |                                          |                                                                           |
| Zentrale Leitstelle Eichsfeld              | Landkreis Eichsfeld                      | Landkreis Eichsfeld                                                       |
| Zentrale Leitstelle Nordhausen             | Landkreis Nordhausen und Kyffhäuserkreis | Landkreis Nordhausen und Kyffhäuserkreis                                  |
| Feuerwehreinsatzzentrale Nordhausen        | Berufsfeuerwehr                          | Stadt Nordhausen                                                          |
| Zentrale Leitstelle Unstrut-Hainich        | Landkreis Unstrut-Hainich                | Landkreis Unstrut-Hainich                                                 |
| Mittelthüringen                            |                                          |                                                                           |
| Zentrale Leitstelle Erfurt                 | Berufsfeuerwehr                          | Stadt Erfurt, Landkreis Sömmerda und Weimar (letztere nur Rettungsdienst) |
| Zentrale Leitstelle Gotha                  | Landkreis Gotha                          | Landkreis Gotha                                                           |
| Zentrale Leitstelle Ilm-Kreis              | Ilm-Kreis                                | Ilm-Kreis                                                                 |
| Zentrale Leitstelle Weimarer Land          | Landkreis Weimarer Land                  | Landkreis Weimarer Land                                                   |
| Südwestthüringen                           |                                          |                                                                           |
| Zentrale Leitstelle Schmalkalden-Meiningen | Landkreis Schmalkalden-Meiningen         | Landkreis Schmalkalden-Meiningen                                          |
| Zentrale Leitstelle Suhl                   | Rettungsdienstzweckverband Südthüringen  | Stadt Suhl und Landkreise Hildburghausen, Sonneberg                       |
| Zentrale Leitstelle Wartburgkreis          | Wartburgkreis                            | Wartburgkreis                                                             |
| Ostthüringen                               |                                          |                                                                           |
| Regionalleitstelle Gera                    | Berufsfeuerwehr                          | Stadt Gera und Landkreise Greiz, Altenburger Land und Saale-Orla-Kreis    |
| Regionalleitstelle Jena                    | Berufsfeuerwehr                          | Landkreise Saale-Holzland, Saalfeld-Rudolstadt und Städte Jena            |
| Feuerwehreinsatzzentrale Weimar            | Berufsfeuerwehr                          | Stadt Weimar                                                              |

### Leitstellengutachten und Veränderungen
Im Jahr 2019 stellte das Thüringer Ministerium für Inneres und Kommunales (TMIK) das von einer Expertenkommission erstellte Leitstellengutachten vor, welches die Leitstellen auf ihre Leistungsfähigkeit prüfte. Das Gutachten empfahl die Einrichtung von vier regionalen Leitstellen, sich orientierend an den bestehenden regionalen Planungsregionen. Die Landesregierung favorisierte diese Lösung ebenfalls und beauftragte die regionalen Gebietskörperschaften mit der Auseinandersetzung mit diesem Gutachten. Bereits kurz nach Erscheinen löste das Gutachten mehrfach Widerstand aus. Bis Ende 2019 führten dennoch die meisten der kommunalen Träger mit ihren Nachbarn Gespräche über eine eventuelle gemeinsame Regionalleitstelle. Die Ergebnisse dessen wurden am 6. Juli 2020 der Öffentlichkeit präsentiert.
Bisher bestätigen sich die Bemühungen der Landesregierung in einigen bereits geplanten aber auch vollendeten Leitstellenzusammenschlüssen und neu geplanten Leitstellen. Folgende Änderungen sind geplant oder umgesetzt:
- Auflösung der bisherigen Leitstelle Saalfeld am 1. Januar 2021, der Saale-Orla-Kreis wird seither von der Leitstelle Gera und der Landkreis Saalfeld-Rudolstadt von der Leitstelle Jena disponiert[22]
- Geplanter Zusammenschluss der drei Landkreise Ilm-Kreis, Gotha und Wartburgkreis zur Schaffung einer neuen Leitstelle in den kommenden Jahren[23]
- Die Landkreise Unstrut-Hainich, Eichsfeld und Weimarer Land lehnen Zusammenschlüsse ab und wollen ihre eigenen Leitstellen behalten[24]. Der Unstrut-Hainich-Kreis und der Kreis Eichsfeld fokussieren eine Zusammenarbeit beider Leitstellen nach dem Modell Gera/Jena an.[25]
- Die Stadt Weimar wird künftig komplett durch die Leitstelle Erfurt disponiert und die eigene Feuerwehrleitstelle abgeschafft.[24]
- Der Landkreis Schmalkalden-Meiningen kooperiert mit dem Rettungsdienstzweckverband Südthüringen, womit die Regionalleitstelle Südthüringen mit Sitz in Zella-Mehlis entstehen wird.[21]